# Alba (album)
Alba è il quinto album in studio del cantautore Italiano Ultimo, pubblicato il 17 febbraio 2023.
L'album è stato anticipato dai singoli Vieni nel mio cuore, Ti va di stare bene e Alba, presentato in gara al Festival di Sanremo 2023 e classificatosi al quarto posto.

## Accoglienza
| Recensione | Giudizio |
| ---------- | -------- |
| Rockol     | 7/10     |
| Newsic     | 6.25/10  |

Gabriele Fazio di Agenzia Giornalistica Italia afferma che l'album rappresenti «il confine tra stile e incapacità di sperimentare», riscontrandolo «labile» e «indistinguibile» rispetto ai precedenti progetti, poiché «ha trovato una ricetta, ha scelto consapevolmente di riproporla costantemente, [...] finché il gioco funziona». Fazio sottolinea che musicalmente risulti «semplice e diretto». Fazio scrive che il cantante funzioni con il binomio «pianoforte e voce», sebbene «dannatamente ripetitivo», trovandolo «un disastro totale» quando si allontana da queste sonorità.
Silvia Gianatti di Vanity Fair Italia scrive che il progetto nasca dal «bisogno di mostrare il suo mondo», sebbene non presenti «un filo conduttore» musicalmente, ad eccezione del pianoforte che rimane «il protagonista delle sue composizioni» con «cura del suono».

## Tracce
Testi e musiche di Niccolò Moriconi.
1. Alba – 3:30
2. Nuvole in testa – 2:54
3. Amare – 3:18
4. Tutto diventa normale – 3:16
5. Tu – 3:31
6. Vivo per vivere – 3:54
7. Ti va di stare bene – 3:33
8. Vieni nel mio cuore – 2:53
9. Sono pazzo di te – 3:41
10. Joker – 3:12
11. La pioggia di Londra – 3:36
12. Tornare a te – 3:55
13. Le solite paure – 2:53
14. Titoli di coda – 3:34

## Formazione
- Ultimo – voce
- Francesco Marzona – missaggio e mastering (tracce 1-7 e 9-14)
- Andrea Rigonat – chitarre, basso, produzione, missaggio e mastering (tracce 1-7 e 9-14), registrazione (tracce 3, 4, 6, 7, 10 e 13)
- Ricky Carioti – missaggio e mastering (tracce 1-7 e 9-14), registrazione (tracce 3, 4, 6, 7, 10 e 13)
- Federico Nardelli – registrazione (tracce 1, 2, 5 e 9)
- Giordano Colombo – batteria, percussioni, registrazione (tracce 1, 2, 5 e 9)
- Matteo Nesi – registrazione (tracce 11, 12 e 14)
- Pino "Pinaxa" Pischetola  – missaggio, mastering (traccia 8)
- Andrea Gentile – chitarra
- Feyzi Brera – violino
- Daniele Moretto – tromba
- Will Medini – pianoforte, archi
- Andrea Fontana – batteria
- Giona Rossetto – batteria
- Fabio Crespiatico – basso
- Francesco Minutello – tromba

## Classifiche

### Classifiche settimanali
| Classifica (2023) | Posizione massima |
| ----------------- | ----------------- |
| Italia            | 1                 |
| Svizzera          | 5                 |

### Classifiche di fine anno
| Classifica (2023) | Posizione |
| ----------------- | --------- |
| Italia            | 10        |
| Classifica (2024) | Posizione |
| Italia            | 80        |